# Гуаньцзылин
Гуаньцзылин (кит. 關子嶺) — горячие грязевые источники в Китайской Республике, находятся на острове Тайвань, в районе Байхэ, Тайнань. Расположен на юго-западе хребта Алишань.
Считается одним из четырёх самых популярных районов горячих источников на Тайване, наряду с Бэйтоу, Янминшанем и Сычжунци. Источники посещают многие жители соседних городов — Тайнаня и Цзяи. В 2018 году источники получили первое место на конкурсе, проведённом туристическим бюро Тайваня
. В 2018 году источники посетило более миллиона туристов.
Около источников расположены два знаменитых храма, посвящённые Гуаньин, богине милосердия, — «Храм Лазурных Облаков» (Биюнь сы, 碧雲寺) и возведённый в 1747 году храм Дашань (大仙寺).

## История
В 1898 году эскадрон 5-й пехотной бригады японской армии, дислоцировавшийся в то время в Чиайи, разбил лагерь в сегодняшнем парке Хонгье и случайно обнаружил горячий источник в Гуаньцзилине. Благодаря отличному качеству воды и целебным свойствам, он начал превращаться в поселение с горячими источниками.
В 1904 году здесь открылся первый отель на горячих источниках «Есидая» (ныне Джингл-холл).
В 1913 году в отчете о расследовании, проведенном Масатаро Хаякавой и Саобожэном, техническими специалистами Исследовательского института особняка губернатора Тайваня, было указано, что в горячем источнике есть радий. Поскольку в то время считалось, что радий обладает целебными свойствами, это стало сенсацией. В том же году департамент Чиайи выделил средства на строительство здесь общественных бань трех уровней: специальных, улучшенных и обычных (предназначенных для больных проказой). Бассейн для купания был построен в мае, завершен в ноябре и открыт 14 декабря. С тех времен источник имеет репутацию «духовного источника № 1 в мире».
В 1916 году Сугияма Цзинсянь описал и сопоставил разные свойства источников Гуаньцзылин, Сичжунси, Бэйтоу и Янминшань в работе «Старые памятные живописные места Тайваня», которые последующие поколения назвали «Четырьмя главными горячими источниками Тайваня».

## Геология
Горячий источник расположен на высоте 270 метров над уровнем моря. Этот редкий источник выделяет метан, который постоянно горит около трех столетий.
Температура воды в источнике составляет 70 °C, кислотность — 8,3.